# Traktor

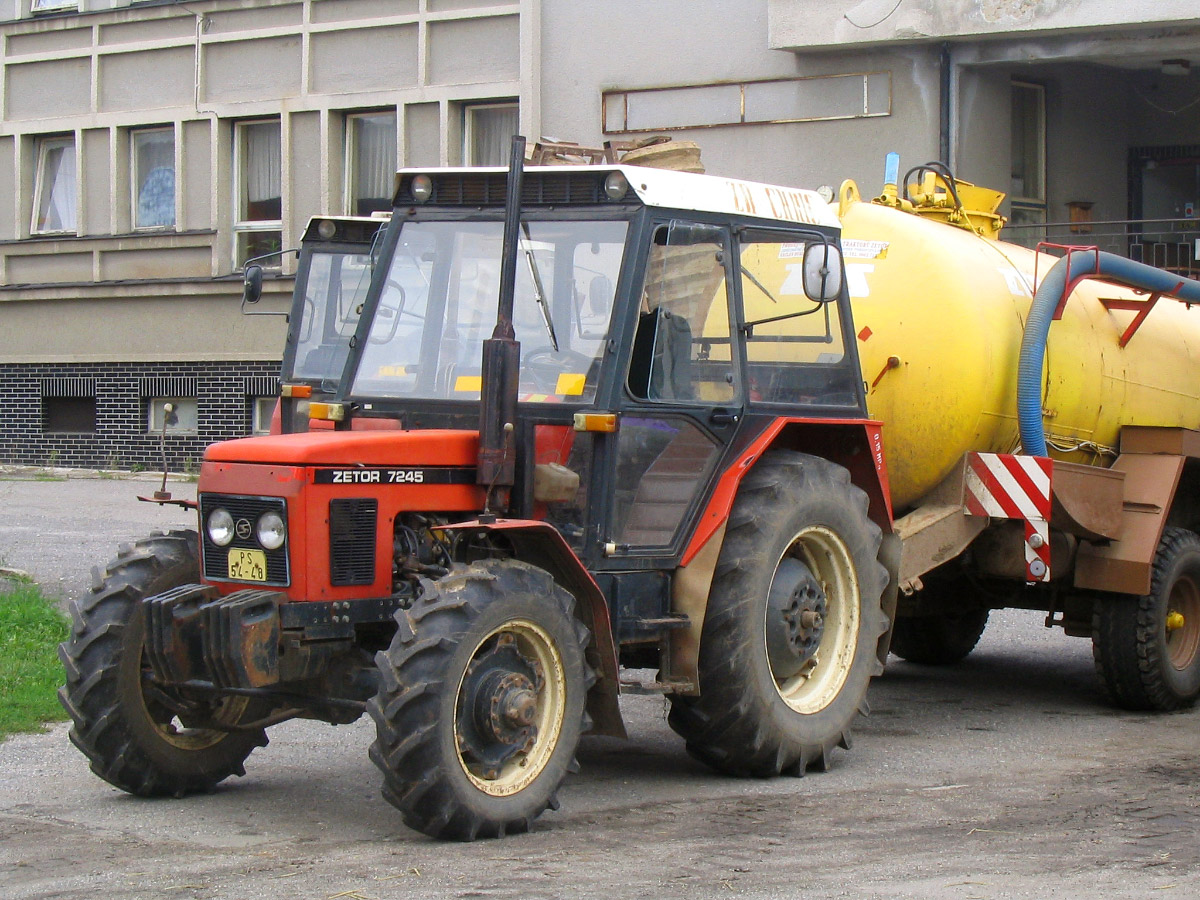
Traktor Zetor 7245

Traktor (internacionalismus z latinského tractor ‚tahač‘, a to z trahere – táhnout) je trakční stroj resp. motorové vozidlo sloužící především k tahu vozů a různé zemědělské techniky . Může také sloužit k nesení, tlačení a pohonu zemědělských strojů. Je určen pro práci i dopravu zejména v zemědělství, na poli, v lese nebo jiném nerovném nebo nezpevněném terénu. Traktor a podobné stroje se běžně používají i v jiných oborech, například při údržbě silnic nebo stavebních pracích. Zvláštním typem jsou vojenské traktory, které sloužily a někde ještě stále slouží jako tahače vojenské techniky.
Má obvykle čtyři kola, existuje ale i pásový traktor (lidově zvaný pásák) či sněžné rolbě. Většinou je poháněn dieselovým motorem s hnací zadní nebo přední nápravou (někdy i oběma). Traktor je přizpůsoben k pohybu v náročném terénu a vyšší svahové dostupnosti. Na zádi traktoru (někdy i na přídi) se obvykle nachází tříbodové hydraulické zařízení, na které je možno upnout další příslušenství. V zadní části je instalována vývodová hřídel předávající točivý moment motoru zapřaženým zařízením. Tato hřídel se u některých traktorů může nacházet i vpředu.
Předchůdcem traktoru je kromě dobytka (kůň, vůl, kráva) též parní lokomobila. Podle institutu World Resources Institute je na Zemi přes 25 milionů traktorů (96 tisíc v Česku).[zdroj⁠?!]

## Historie
První všeobecně použitelný traktor sestrojili Američané roku 1892. Výrobci v tehdejším Československu byly firmy ČKD (pod svou značkou i pod značkou silničních vozidel Praga), Wichterle–Kovařík, Svoboda a Škoda. Éru malých traktorů ukončily velké lány při kolektivizaci po roce 1950.
Z českých výrobců traktorů dodnes přežil jen Zetor v Brně. Jeho Zetor 15 z roku 1948 měl 15 koní. Koncem 80. let 20. století dosáhly klasické traktory výkonu až 160 koní (118 kW), v první polovině 90. let 260 koní (191 kW). V současnosti dosahují klasické traktory výkonu 350 koní (257 kW). Kloubové a pásové traktory dosahují více než 550 koní (405 kW).

## Výrobci traktorů

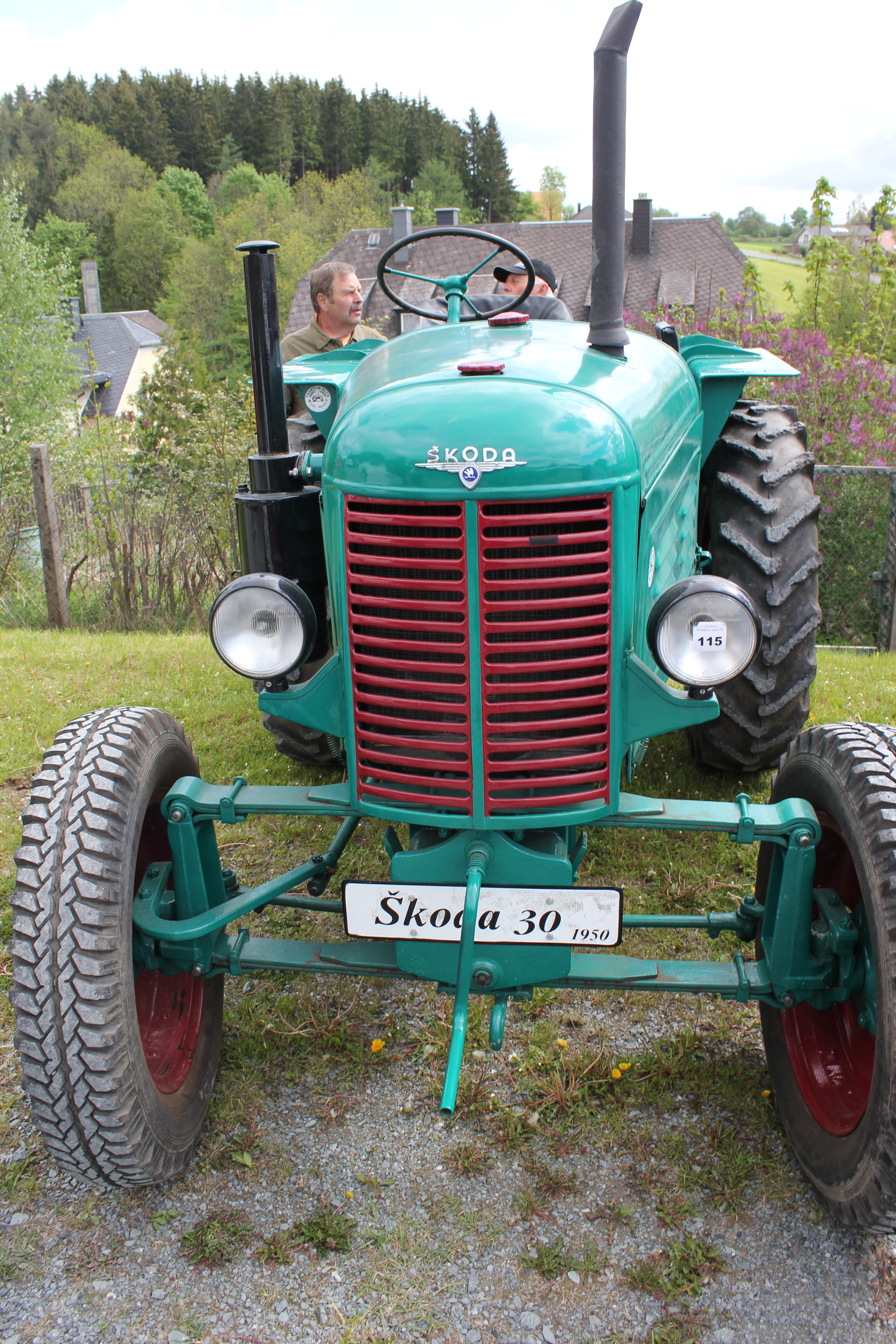
Traktor Škoda 30 - 1950 (MGK01877)

### Československo
- Svoboda
- Škoda
- Wikov
- Zetor
- ZŤS Martin
- ZŤS Trstená

### Zahraničí
- Antonio Carraro
- Belarus
- Uralvagonzavod
- Čeljabinský traktorový závod
- Branson
- Case IH
- CAT
- Claas
- Deutz-Fahr
- Fendt
- Fordson
- Fortschritt
- Goldoni
- Challenger
- Iseki
- JCB
- John Deere
- Kubota
- Lamborghini
- Landini
- Lanz-Bulldog
- Lindner
- Massey Ferguson
- McCormick
- New Holland
- Same
- Steyr
- Tym
- Ursus (traktor)
- Valtra
- ZTS
- LS Traktor

## Galerie

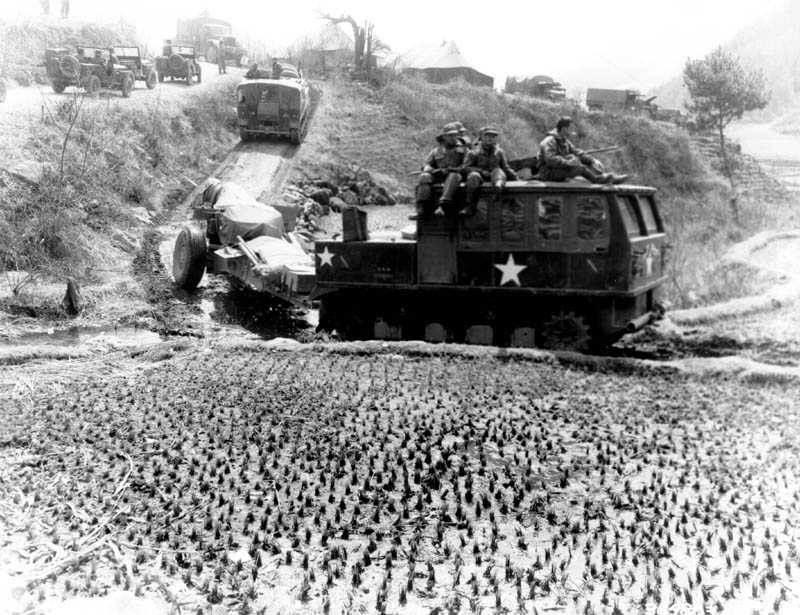
Vojenský traktor – tahač děl (1951)
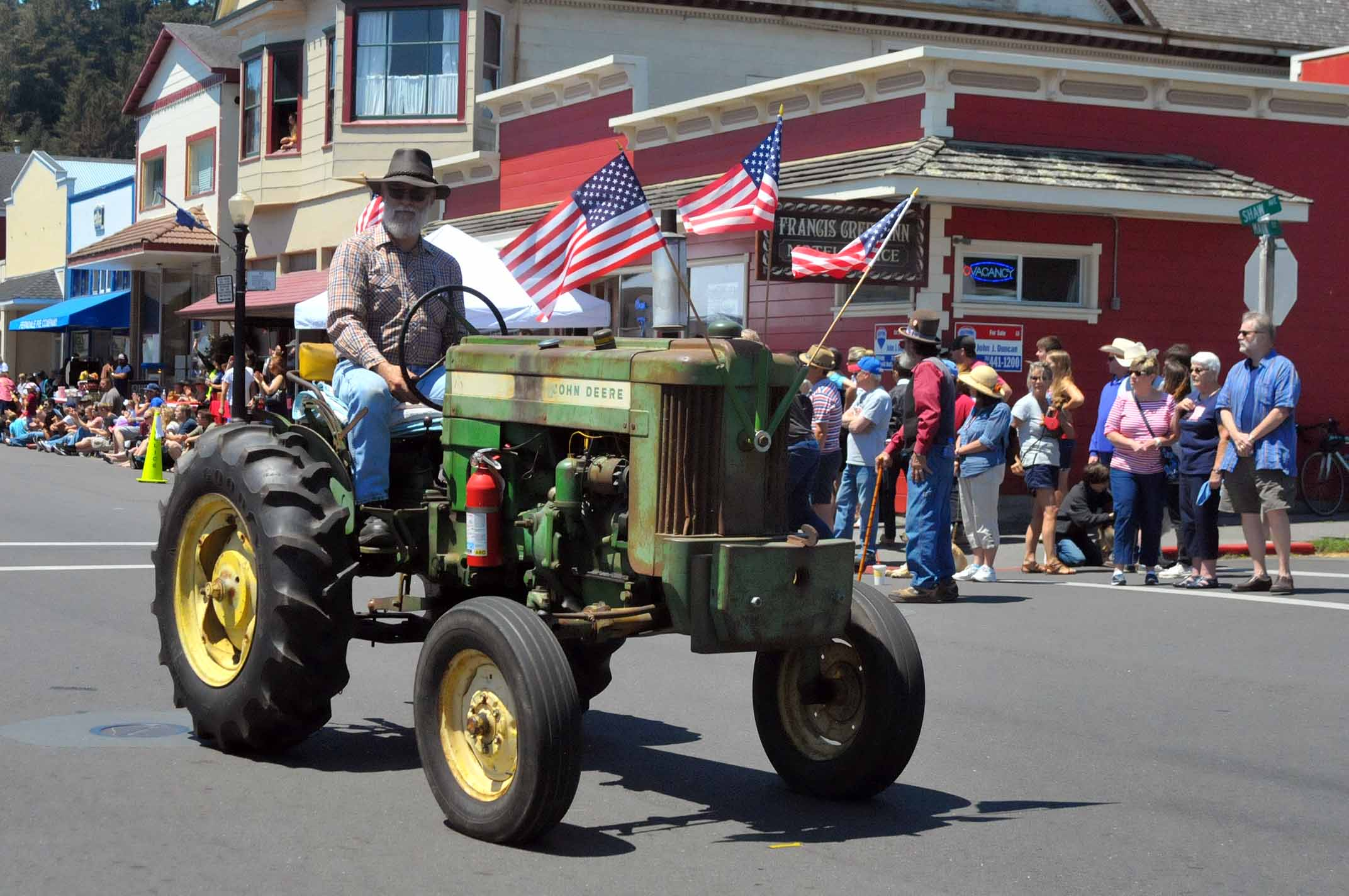
Jeden ze starších modelů John Deere
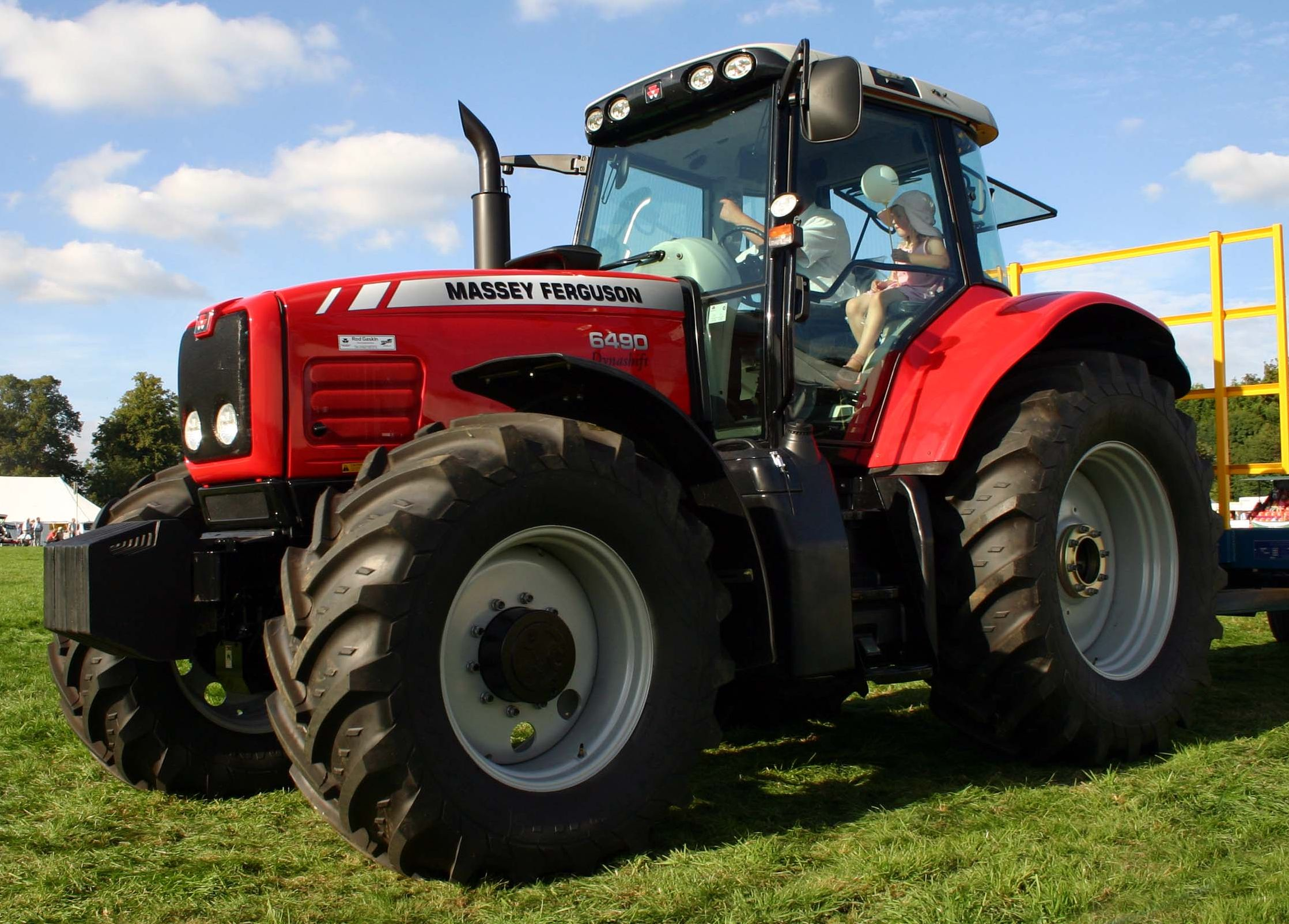
Traktor Massey Ferguson 6490

## Nákladní automobil registrovaný jako traktor
Nařízení Evropské unie z roku 2013 umožňuje jako traktor zaregistrovat vozidlo, které vypadá na první pohled jako nákladní auto. Tato výjimka byla zavedena kvůli zemědělcům, kde takové nákladní automobily měly nahradit běžné traktory. Aby nákladní automobil mohl být zaregistrován jako traktor, musí mít zpevněnou kabinu řidiče.
Na rozdíl od běžného nákladního automobilu mohou mít tyto traktory upravenou převodovku, aby umožňovaly pomalou jízdu, nebo mohou být vybaveny traktorovými pneumatikami.
Proti nákladnímu automobilu má takovýto traktor několik výhod:
- vlastník nemusí platit silniční daň,
- řidič nemusí dělat pravidelné přestávky,
- je možné ho řídit už od 17 let,
- nevztahují se na něj běžné zákazové značky pro nákladní automobily,
- na technickou prohlídku musí jednou za čtyři roky.[2][4][3]